# George Cœdès
George Cœdès, (/ʒɔʁʒ sedɛs/), né le 10 août 1886 à Paris 16e et mort le 2 octobre 1969 à Neuilly-sur-Seine, est un épigraphiste qui a combiné cette discipline avec l'archéologie en vue d'étudier et de comprendre l'histoire des civilisations du Sud-Est asiatique. Il fut pensionnaire de l'École française d'Extrême-Orient (EFEO) à partir de 1911 puis directeur de janvier 1926 à 1946 soit près de vingt ans.

## Biographie
George Cœdès est le fils d'Hippolyte Cœdès, gérant de banque, et de Marie Carette. Il a pour grand-père l'artiste peintre Louis-Eugène Cœdès.
En 1903-1905, il est élève à l’École pratique des hautes études (section des sciences religieuses). Il y a pour maître Alfred Foucher, qui lui enseigne le sanskrit et l’initie aux méthodes de l’archéologie et de l’iconographie. Alfred Foucher a également été directeur de l'EFEO de 1905 à 1907.
Le 24 octobre 1911, il est nommé pensionnaire de l’École française d'Extrême-Orient, en remplacement d’Henri Maspero, fils du célèbre égyptologue Gaston Maspero. Il s’embarque pour le Cambodge à la fin de 1911.
La survenance de la Première Guerre mondiale a sur la carrière de George Cœdès un effet inattendu. Tout d’abord, il est réformé, sur intervention de son directeur Louis Finot qui ne souhaite pas perdre ses chercheurs. Mais en 1917 le Siam déclare la guerre à l’Allemagne. Conséquence directe : Oscar Frankfurter, directeur de la bibliothèque Vajirañana de Bangkok rentre en Allemagne pour ne pas être interné au Siam. Le prince Damrong propose à George Cœdès de le remplacer. Il entre alors au service du gouvernement siamois en décembre 1917, après accord du gouverneur général de l’Indochine, Albert Sarraut.

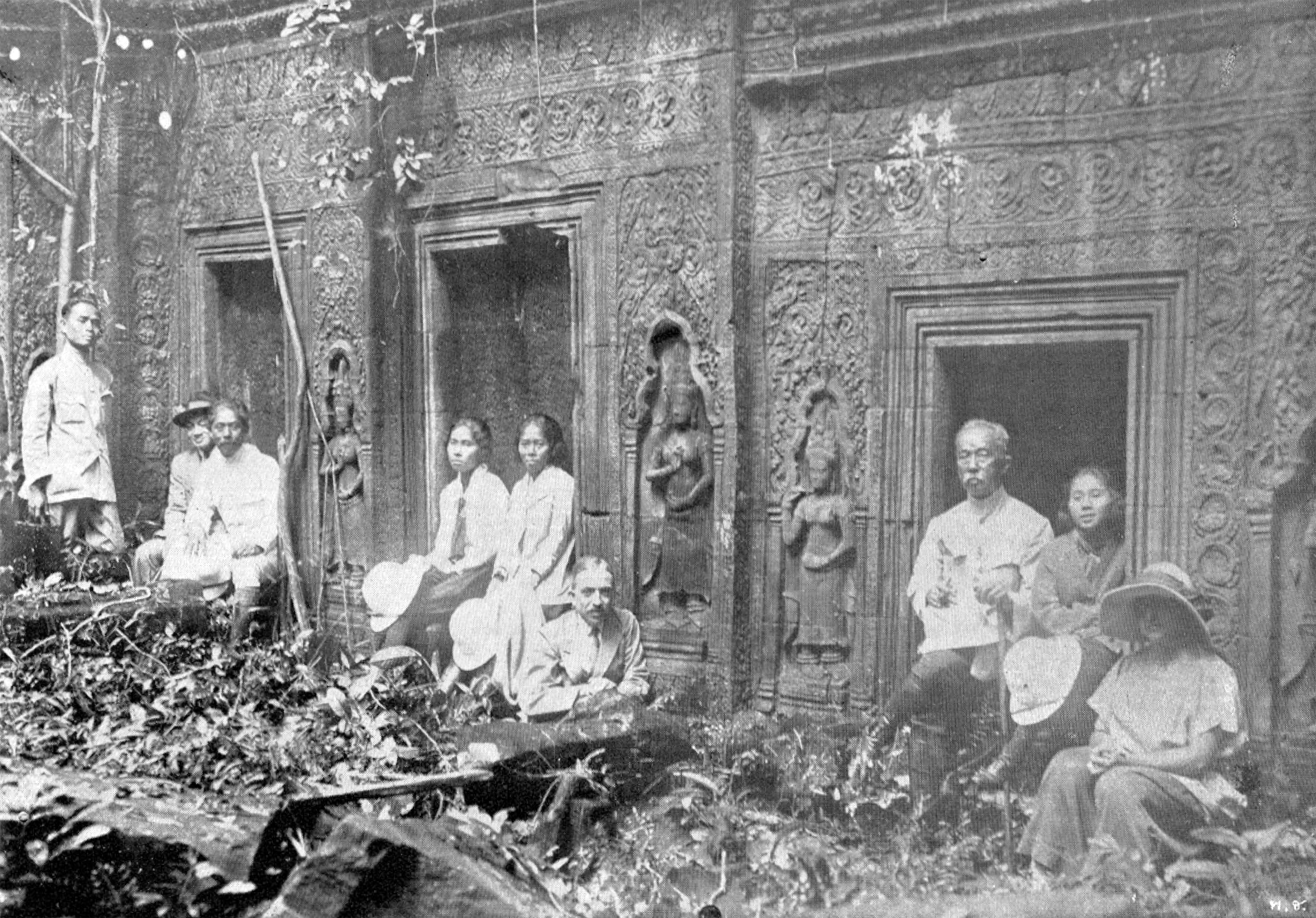
Le Prince Damrong et George Cœdès au temple Ta Prohm à Angkor (1924)

Dans les années 1920 (1923-1924 et 1926-1928), il est éditeur-rédacteur du Journal of the Siam Society.
En 1929, il est nommé à la tête de l'École française d'Extrême-Orient, à Hanoï, poste qu'il occupera jusqu'en 1946.
L’Académie des inscriptions et belles-lettres lui décerne le prix Thorlet en 1942.
À la mi-janvier 1947, il reçoit sa nomination comme conservateur du musée d'Ennery, à Paris. 
À la rentrée universitaire 1947, il est ainsi professeur d’ethnographie à l’École supérieure d’anthropobiologie, chargé d’enseignement d’histoire de l’Indochine à l’École nationale de la France d'outre-mer et, surtout, chargé d’enseignement du thaï à l’École nationale des langues orientales vivantes. 
L’expérience qu’il a patiemment accumulée au cours de 35 années passées au milieu des monuments asiatiques, à déchiffrer les inscriptions, à nouer des relations avec les lettrés locaux et les savants du monde, cette expérience va désormais servir à édifier la nouvelle génération de chercheurs et d’orientalistes.
Le 14 février 1958, l’Académie des inscriptions et belles-lettres décide d’admettre George Cœdès en ses rangs, en lui accordant le fauteuil précédemment occupé par Maurice Gaudefroy-Demombynes. 
Cœdès est l'auteur de deux ouvrages fondamentaux dans les études sud-est asiatiques, Les États hindouisés d'Indochine et d'Indonésie et Les peuples de la péninsule indochinoise.
C'est à George Cœdès qu'on doit la « redécouverte » du royaume indonésien de Sriwijaya, qu'on a depuis identifié comme étant situé à l'emplacement de l'actuelle Palembang dans le sud de l'île de Sumatra.
Il a été le professeur de la linguiste Saveros Pou, qui a travaillé avec lui en épigraphie du vieux-khmer en tant que jeune chercheuse.

## Publications
La bibliographie de George Cœdès comporte plus de 300 titres dont :
- "La Stèle de Ta-Prohm"[5], Bulletin de l'École française d'Extrême-Orient (BEFEO), Hanoi, VI, 1906, p. 44-86.
- Les états hindouisés d'Indochine et d'Indonésie, Paris, E. de Boccard, 1948, p. 466 p
- Textes d'auteurs grecs et latins relatifs à l'Extrême-Orient depuis le IVe siècle av. J.-C. jusqu'au XIVe siècle, 1910
- « Études cambodgiennes », 1911-1956
- « Documents sur l'histoire politique et religieuse du Laos occidental », 1925
- « Le Royaume de Çrīvijaya », 1918
- Inscriptions du Cambodge, 1937-1966
- « Les stèles de Sdok Kok Thom, Phnom Sandak et Prah Vihar »[6], 1943-1946
- Pour mieux comprendre Angkor, Hanoi, Imprimerie d'Extrême-Orient, 1943
- Histoire ancienne des États hindouisés d'Extrême-Orient, Hanoi, Imprimerie d'Extrême-Orient, 1944
- Les États hindouisés d'Indochine et d'Indonésie, 1948 (Table des matières)
- Les Peuples de la péninsule indochinoise, 1962
- Avec Charles Archaimbault : Les trois mondes, UNESCO et École française d'Extrême-Orient, 1973[7]
- et bien d'autres ...